# Gunship (datorspel)
Gunship är ett flygsimulatorspel utvecklat av Microprose, och utgivet 1986.

## Handling
Spelaren styr en militärhelikopter. Spelet är baserat på Kalla kriget, och utspelar sig i USA (övning), Sydostasien, Centralamerika, Mellanöstern och Västeuropa.

### Fotnoter
1. ↑  ”Gunship (1986) - PC - IGN”. Pc.ign.com. 15 februari 2000. Arkiverad från originalet den 1 november 2010. https://web.archive.org/web/20101101192731/http://pc.ign.com/objects/014/014104.html. Läst 11 juni 2014.